# Championnat sud-américain de football de 1923
Navigation
Brésil 1922 Uruguay 1924
Le Championnat sud-américain de football de 1923 est la septième édition du championnat sud-américain de football des nations, connu comme la Copa América depuis 1975, qui a eu lieu à Montevideo en Uruguay du 29 octobre au 2 décembre 1923.
Les pays participants sont l'Argentine, le Brésil, le Paraguay et l'Uruguay. Le Chili est forfait pour la deuxième fois depuis la création du tournoi.
Cette édition sert également d'éliminatoires pour le tournoi de football aux Jeux olympiques d'été de 1924.
L'Uruguay, après un parcours parfait à domicile (3 matchs, 3 victoires), remporte son quatrième titre de championne d'Amérique du Sud.

## Résultats

### Classement final
Les quatre équipes participantes sont réunies au sein d'une poule unique où chaque formation rencontre une fois ses adversaires. À l'issue des rencontres, l'équipe classée première remporte la compétition.
|   | Équipe    | Pts | J | G | N | P | BP | BC | Diff |
| - | --------- | --- | - | - | - | - | -- | -- | ---- |
| 1 | Uruguay   | 6   | 3 | 3 | 0 | 0 | 6  | 1  | +5   |
| 2 | Argentine | 4   | 3 | 2 | 0 | 1 | 6  | 6  | 0    |
| 3 | Paraguay  | 2   | 3 | 1 | 0 | 2 | 4  | 6  | -2   |
| 4 | Brésil    | 0   | 3 | 0 | 0 | 3 | 2  | 5  | -3   |

| 29 octobre  | Argentine | 4 | 3 | Paraguay  |
| 4 novembre  | Uruguay   | 2 | 0 | Paraguay  |
| 11 novembre | Paraguay  | 1 | 0 | Brésil    |
| 18 novembre | Argentine | 2 | 1 | Brésil    |
| 25 novembre | Uruguay   | 2 | 1 | Brésil    |
| 2 décembre  | Uruguay   | 2 | 0 | Argentine |

### Matchs
| 29 octobre 1923                                                                                        | Argentine                           | 4 – 3 | Paraguay                            | Parque Central (Montevideo)                   |                                               |
| | Saruppo 27e · Aguirre 58e, 77e, 86e | (1 - 1) | Rivas 10e · Zelada 50e · Fretes 75e | Spectateurs : 20 000 Arbitrage : Angel Minoli | Spectateurs : 20 000 Arbitrage : Angel Minoli |
| Tesoriere - Bidoglio, Iribarren - Médici, Vaccaro, Solari - Loizo, De Miguel, Saruppo, Aguirre, Onzari | Équipes                             | Denis - Paredes, Mena Porta - Centurión Miranda, Díaz, Capdevila - Miranda, Zelada, I. López, Rivas, Fretes |                                     | Spectateurs : 20 000 Arbitrage : Angel Minoli | Spectateurs : 20 000 Arbitrage : Angel Minoli |

| 4 novembre 1923                                                                            | Uruguay                   | 2 – 0 | Paraguay | Parque Central (Montevideo)                     |                                                 |
|                                                                                            | Scarone 11e · Petrone 87e | (1 - 0) |          | Spectateurs : 20 000 Arbitrage : Servando Pérez | Spectateurs : 20 000 Arbitrage : Servando Pérez |
| Casella - Nasazzi, Uriarte - Andrade, Vidal, Ghierra - Pérez, Scarone, Cea, Petrone, Somma | Équipes                   | Recalde - Paredes, Mena Porta - Centurión Miranda, Díaz, Capdevila - Elizeche, Zelada, I. López, Rivas, Fretes |          | Spectateurs : 20 000 Arbitrage : Servando Pérez | Spectateurs : 20 000 Arbitrage : Servando Pérez |

| 11 novembre 1923                                                                                           | Paraguay     | 1 – 0                                                                                       | Brésil | Parque Central (Montevideo)                     |                                                 |
| | I. López 56e | (0 - 0)                                                                                     |        | Spectateurs : 15 000 Arbitrage : Servando Pérez | Spectateurs : 15 000 Arbitrage : Servando Pérez |
| Denis - Gorostiaga, Nessi - Centurión Miranda, Díaz, Capdevila - O. López, Zelada, I. López, Rivas, Fretes | Équipes      | Nélson - Pennaforte, Alemão - Mica, Nesi, Dino I - Paschoal, Torteroli, Nilo, Coelho, Amaro |        | Spectateurs : 15 000 Arbitrage : Servando Pérez | Spectateurs : 15 000 Arbitrage : Servando Pérez |

| 18 novembre 1923                                                                                     | Argentine                | 2 – 1                                                                                        | Brésil   | Parque Central (Montevideo)                   |                                               |
| | Onzari 11e · Saruppo 76e | (1 - 1)                                                                                      | Nilo 15e | Spectateurs : 15 000 Arbitrage : Miguel Barba | Spectateurs : 15 000 Arbitrage : Miguel Barba |
| Cancino - Bidoglio, Iribarren - Médici, Vaccaro, Solari - Loizo, De Miguel, Saruppo, Aguirre, Onzari | Équipes                  | Nélson - Pennaforte, Alemão - Mica, Nesi, Soda - Paschoal, Zezé I, Nilo, Mário Seixas, Amaro |          | Spectateurs : 15 000 Arbitrage : Miguel Barba | Spectateurs : 15 000 Arbitrage : Miguel Barba |

| 25 novembre 1923                                                                           | Uruguay               | 2 – 1                                                                                        | Brésil   | Parque Central (Montevideo)                     |                                                 |
|                                                                                            | Petrone 56e · Cea 75e | (0 - 0)                                                                                      | Nilo 58e | Spectateurs : 20 000 Arbitrage : Servando Pérez | Spectateurs : 20 000 Arbitrage : Servando Pérez |
| Casella - Nasazzi, Uriarte - Andrade, Vidal, Ghierra - Pérez, Scarone, Cea, Petrone, Somma | Équipes               | Nélson - Pennaforte, Alemão - Mica, Nesi, Soda - Paschoal, Zezé I, Nilo, Mário Seixas, Amaro |          | Spectateurs : 20 000 Arbitrage : Servando Pérez | Spectateurs : 20 000 Arbitrage : Servando Pérez |

| 2 décembre 1923                                                                            | Uruguay                 | 2 – 0                                                                                                  | Argentine | Parque Central (Montevideo)                                 |                                                             |
|                                                                                            | Petrone 28e · Somma 88e | (1 - 0)                                                                                                |           | Spectateurs : 22 000 Arbitrage : Antônio Carneiro de Campos | Spectateurs : 22 000 Arbitrage : Antônio Carneiro de Campos |
| Casella - Nasazzi, Uriarte - Andrade, Vidal, Ghierra - Pérez, Scarone, Cea, Petrone, Somma | Équipes                 | Tesoriere - Bidoglio, Iribarren - Médici, Vaccaro, Solari - Loizo, De Miguel, Saruppo, Aguirre, Onzari |           | Spectateurs : 22 000 Arbitrage : Antônio Carneiro de Campos | Spectateurs : 22 000 Arbitrage : Antônio Carneiro de Campos |

| Championnat sud-américain de football de 1923 - Vainqueur Uruguay 4e titre |

## Classement des buteurs
3 buts
- Vicente Aguirre
- Pedro Petrone

2 buts
- Blas Saruppo
- Nilo Braga

1 but
- Cesáreo Onzari
- Luis Fretes
- Ildefonso López
- Gerardo Rivas
- Agustín Zelada
- José Cea
- Héctor Scarone
- Pascual Somma